# Drenthe (vascello)
Il Drenthe fu un vascello di linea da 64 cannoni in servizio nella marina olandese tra il 1782 e il 1784. La nave andò persa per naufragio il 3 febbraio 1784 con la perdita di tutto l'equipaggio.

## Storia
Realizzato per contro dell'Ammiragliato di Amsterdam venne impostato con il nome di Groningen e varato nel 1782. Successivamente fu rinominato Drenthe. A partire dal 13 dicembre 1783 il viceammiraglio Pieter Hendrik Reynst fu inviato nel Mar Mediterraneo a capo di uno squadra navale, composta dai vascelli Vrijheid (nave ammiraglia, 74 cannoni), Admiraal de Ruyter (68 cannoni, nave di bandiera del contrammiraglio Willem van Braam), Drenthe (64 cannoni, capitano Smissaard), Prins Willem de Eerste (64 cannoni, capitano van Gennep), Hercules (64 cannoni, capitano Melvill), Noord-Holland (64 cannoni, capitano Rijneveld), e dalle fregate Medea (40 cannoni, capitano Vaillant), e Harlingen (40 cannoni, capitano Grave van Rechteren). Il 20 gennaio 1784 la sua squadra navale, all'ancora a Malaga, Spagna, prese parte ai festeggiamenti in onore del compleanno di re Carlo III. In seguito la flotta salpò da Malaga, oltrepassò la baia di Cartagena, Capo Palos, le isole Formigues, dirigendo verso l'arcipelago delle Baleari. Oltrepassata l'isola Dragonera la squadra navale diresse verso Minorca, arrivandovi il 28 gennaio. Ripartita per Tolone, la squadra dell'ammiraglio Reynst fu investita da una forte tempesta. Il 3 febbraio 1784 il Drenthe si capovolse e s'inabissò con tutto l'equipaggio. Perirono il capitano Balthasar Constantijn Smissaard e 450 uomini. Testimoni della tragedia furono gli equipaggi del vascello Noord-Holland e della fregata Medea. Il vascello Hercules, dopo aver perso l'albero maestro e quello di mezzana, con otto piedi d'acqua nello scafo, rientrò a Port Mahon.

### Fonti
1. 1 2  Chambon 1941, p. 15.
2. ↑  de Jonge 1845, p. 366.
3. 1 2  Chambon 1941, p. 16.
4. 1 2 3 4  Chambon 1941, p. 25.
5. ↑  Chambon 1941, p. 26.